# 경상남도환경교육원
경상남도환경교육원(慶尙南道環慶敎育院)은 지방자치법 제114조에 따라 도민에게 환경과 자연에 대한 이해와 자연애호정신을 고취시키고, 대자연속에서의 단체훈련을 통한 심신단련과 자연보호에 관한 도민 연수를 위하여 설치된 경상남도청 소속기관이다. 경상남도 산청군 시천면 지리산대로 1에 위치하고 있다.

## 같이 보기
- 경상남도청